# الشمامطة (أولاد بن اعريف)
الشمامطة هو دُوَّار يقع بجماعة سيدي الذهبي، إقليم سطات، جهة الدار البيضاء سطات في المملكة المغربية. ينتمي الدوّار لمشيخة أولاد بن اعريف التي تضم 10 دواوير. يقدر عدد سكانه بـ 256 نسمة حسب الإحصاء الرسمي للسكان والسكنى لسنة 2004.

## روابط خارجية
- البوابة الوطنية للجماعات الترابية
- المندوبية السامية للتخطيط